# ファン語
ファン語はファン人によって話されている言語である。カメルーン南部で話されている言語であるブル語、エウォンド語とは言語学分類的に関係がある。
ファン語はガボン北部、カメルーン南部、赤道ギニアで話されている。

## 辞書
フランス語:
- Galley, Samuel (1964). Dictionnaire fang-français et français-fang, suivi d'une grammaire fang. Neuchâtel: Editions Henri Messeiller. NCID BA59701156